# Kl. 10 / Happening
Kl. 10 (dänisch: Klokken 10, deutsch: 10 Uhr) ist der Titel eines Liedes der dänischen Sängerin Medina. Es wurde als dritte Single aus ihrem Album For Altid ausgekoppelt und erreichte Platz 1 der dänischen Singlecharts und wurde ihre achte Single, die die Spitze der Charts erreichte. Zusätzlich wurde das Lied in Dänemark mit Platin ausgezeichnet.
Die englische Version des Lieds Happening erschien als zweite Single aus dem Album Forever, konnte jedoch keine großen Erfolge verbuchen und erreichte lediglich Platz 68 in den deutschen Charts.

## Hintergrund

### Musik
Kl. 10 wurde von Medina und ihrem Produzententeam Providers, bestehend aus Rasmus Stabell und Jeppe Federspiel komponiert. An der englischen Übersetzung Happening war zusätzlich der amerikanische Songwriter Ross Golan beteiligt. Die Lieder sind dem Genre Elektropop zuzuordnen. Im Hintergrund sind Streicher zu hören, die auch das kurze Intro bilden.

### Inhalt
In einem Video-Interview zum Lied erklärte Medina: „It’s about meeting someone, he is unfaithful with his girlfriend, and I’m waiting for him to break-up with her, and he keeps promising me that in 10 o'clock or in this English version it’s 2 am, he’s gonna break up with her, so it’s basically me waiting for him to do it, so him and I can be together forever.“ [Es geht darum, jemand zu treffen. Dieser Jemand ist seiner Freundin untreu, ich warte darauf, dass er mit ihr Schluss macht. Er verspricht mir andauernd, dass er um 10 Uhr – in der englischen Version um 2 Uhr morgens – mit ihr Schluss macht. Es geht also im Grunde genommen darum, dass ich darauf warte, dass er es tut, damit er und ich für immer zusammen sein können.]
In diesem Zusammenhang fasst der Chorus des Lieds in etwa die gesamte Thematik des Lieds zusammen. Hier singt Medina: „Every single night I wait for you, every single day you say it’s through, you promised me the night at 2 am that it’s happening.“ [Jede einzelne Nacht warte ich auf dich, an jedem einzelnen Tag sagst du, dass er vorbei ist. Du versprichst mir, dass es heute Nacht um 2 Uhr passieren wird.]

## Kritikerstimmen
Die Kritiken des Lieds waren durchwachsen. Markus Birner (generation-one.de) schrieb: „Der Song Happening beginnt mit einem kurzen Streicherintro, setzt sich mit langsamerem Beat fort, verkommt aber leider zu einer zwar melodisch ganz netten aber leider belanglosen Pop-Ballade.“

## Musikvideo
Das Video zu Kl. 10 wurde von Michael Sauer Christensen gedreht. Es spielt im Berliner U-Bahnhof Alexanderplatz. Im Video wird Medina gezeigt, die auf einer Treppe sitzt, und anschließend ihren Geliebten und seine Freundin von hinter einer Säule beobachtet. Medinas Geliebter begleitet seine Freundin zu einer U-Bahn, mit der diese wegfährt. Medina nähert sich ihm und küsst ihn, jedoch taucht plötzlich wieder die Freundin von Medinas Geliebtem auf und zwängt die beiden auseinander. Es entbrennt ein Streit, und beide Frauen verlassen den Bahnhof.
Das Musikvideo zu Happening wurde im August 2012 gedreht und hatte am 5. September auf Medinas Myvideo-Seite Premiere. Regisseur war hier Martin Skovbjerg.

## Liveauftritte
In Dänemark trat Medina zu verschiedenen Anlässen mit Kl. 10 auf. Beispielsweise sang sie das Lied im dänischen Frühstücksfernsehen Go' Morgen Danmark und spielte das Lied bei The Voice 12, zusammen mit For Altid und Lyser I Mørke.
Medina sang Happening am 1. September 2012 bei der Eröffnung des Boxkampfes zwischen Felix Sturm und Daniel Gaele, der auf Sat.1 ausgestrahlt wurde. Weiterhin sang sie das Lied auf dem SWR3 New Pop Festival am 15. September in Baden-Baden und einen Tag später im ZDF-Fernsehgarten.

## Titelliste

### Kl. 10
Download (Single)
1. Kl. 10 – 4:04

### Happening
Download (Remixes – EP)
1. Happening (Radio Edit) – 3:09
2. Happening (Decalicious Remix) – 4:15
3. Happening (Granity Remix) – 4:02
4. Happening (Ronen Dahan Remix) – 5:38
5. Happening (Get No Sleep Collective Remix) – 5:48

Album Version
1. Happening – 4:04

Forever 2.0
1. Happening (feat. Lloyd) – 4:02

## Chartplatzierungen
| Jahr | Titel Album       | Höchstplatzierung, Gesamtwochen, AuszeichnungChartplatzierungen (Jahr, Titel, Album, Platzierungen, Wochen, Auszeichnungen, Anmerkungen) | Höchstplatzierung, Gesamtwochen, AuszeichnungChartplatzierungen (Jahr, Titel, Album, Platzierungen, Wochen, Auszeichnungen, Anmerkungen) | Anmerkungen                             |
| Jahr | Titel Album       | DE | DK | Anmerkungen                             |
| ---- | ----------------- | --- | --- | --------------------------------------- |
| 2011 | Kl. 10 For altid  | — | DK1 ×2Platin + Doppelplatin (Streaming) · (22 Wo.)DK                                                                                     | Erstveröffentlichung: 31. Oktober 2011  |
| 2012 | Happening Forever | DE68 (3 Wo.)DE | — | Erstveröffentlichung: 4. September 2012 |

## Mitwirkende
- Songwriting – Medina Valbak, Rasmus Stabell, Jeppe Federspiel, Ross Golan
- Produktion, Instrumente – Stabell, Federspiel (Providers)
- Vocals – Medina
- Abmischung, Mastering – Anders Schuhmann, Providers[10]